# Tampere Open 1986
Il Tampere Open 1986 è stato un torneo di tennis facente parte della categoria ATP Challenger Series nell'ambito dell'ATP Challenger Series 1986. Il torneo si è giocato a Tampere in Finlandia dal 2 all'8 giugno 1986 su campi in terra rossa.

## Vincitori

### Singolare
Christian Bergström ha battuto in finale  Massimo Cierro con il punteggio di 4–6, 7–5, 6–4

### Doppio
Ģirts Dzelde /  Sergei Leonjuk hanno battuto in finale  Alessandro De Minicis /  George Kalovelonis W/O